# Hurricane (Wirginia Zachodnia)
Hurricane – miasto w Stanach Zjednoczonych, w stanie Wirginia Zachodnia, w hrabstwie Putnam.